# Aladdin (film 2019)
Aladdin è un film del 2019 diretto da Guy Ritchie, che lo ha co-sceneggiato con John August. Prodotto dalla Walt Disney Pictures, è il remake live action dell'omonimo film d'animazione Disney del 1992, basato sul racconto de Le mille e una notte. Il film vede come attori Will Smith, Mena Massoud, Naomi Scott, Marwan Kenzari, Navid Negahban, Nasim Pedrad e Billy Magnussen. La trama segue Aladdin, un giovane cerca-fortuna, mentre si innamora della principessa Jasmine, fa amicizia con un Genio che concede i tre desideri e combatte il malvagio stregone Jafar.
Nell'ottobre 2016 la Disney ha annunciato che Ritchie avrebbe diretto un rifacimento di Aladdin con attori in carne ed ossa. Smith è stato il primo membro del cast a partecipare, firmando per interpretare il Genio a luglio 2017, e Massoud e Scott sono stati confermati per i due ruoli principali nello stesso mese. Le riprese principali incominciarono a settembre ai Longcross Studios nel Surrey, in Inghilterra, e riprese anche nel deserto del Wadi Rum in Giordania, e durarono fino al gennaio 2018.
È stato distribuito in Italia il 22 maggio 2019, negli Stati Uniti il 24 maggio e ha incassato oltre un miliardo di dollari in tutto il mondo, diventando il terzo film di maggior incasso del 2019. Il film ha ricevuto recensioni contrastanti da parte della critica, che ha elogiato le performance di Massoud, Smith, e Scott, i costumi e lo spartito musicale, ma ha criticato la regia di Ritchie e gli effetti CGI.

## Trama
Aladdin, un giovane ladruncolo che vive nel regno desertico di Agrabah insieme con la sua scimmia, Abu, aiuta e fa amicizia con l'intraprendente principessa Jasmine: essa mal si adatta alla legge che le impone di sposare un principe non per amore, ma per strategia politica, per essere poi relegata a un ruolo di secondo piano nella guida della città. La ragazza però non gli rivela chi è, preferendo spacciarsi per la sua ancella.
Nel frattempo Jafar, il Gran Visir, desideroso di ottenere il potere, cerca, assieme al suo pappagallo Iago, di entrare in possesso di una lampada magica, nascosta all'interno della Caverna delle Meraviglie assieme ad altri inestimabili tesori, per prendere il posto del legittimo Sultano. A entrambi viene detto che solo una persona è degna di entrarvi: "il diamante allo stato grezzo", che Jafar identifica come Aladdin. Infatti, quando il ragazzo si intrufola nel palazzo reale per restituire a Jasmine il suo braccialetto, le guardie lo imprigionano, per ordine di Jafar, che poi lo libera, raccontandogli che può renderlo abbastanza ricco da impressionare la principessa, a patto che gli porti la lampada magica, che tanto desidera. Il giovane accetta e viene condotto dallo stesso Jafar fino al luogo in cui si trova la Caverna delle Meraviglie, dove apprende anche che lo stesso Gran Visir in passato era stato un ladro di strada.
Nella spelonca, Aladdin trova un tappeto volante e la lampada, che riesce a prendere. Trasgredendo alla regola di non toccare nient'altro che l'oggetto per cui sono lì, Abu afferra un rubino e subito dopo la grotta incomincia a crollare. A quel punto, i due, aiutati dal tappeto, fuggono e riescono a raggiungere l'uscita, dove consegnano la lampada a Jafar, che, immediatamente, spinge sia Aladdin sia Abu nelle profondità della terra. Una volta richiusasi la grotta alle sue spalle, il Gran Visir fa per prendere la tanto agognata lampada, che aveva riposto al suo fianco, ma solo in quel momento si accorge che la scimmietta era riuscita a sottrargliela, quando, poco prima, gli era saltata addosso.
Intrappolato, Aladdin sfiora la lampada, dalla quale esce il Genio che vive al suo interno e che gli concede di esprimere tre desideri. Per non sprecare il primo, il giovane, con un astuto trabocchetto, riesce a ingannarlo per farli uscire dalla grotta, e, una volta fuori, gli chiede di assumere l'identità di un principe per corteggiare Jasmine, promettendogli di usare l'ultimo desiderio per liberarlo dalla schiavitù. Una volta assunta l'identità di "Principe Alì Ababwa", Aladdin torna ad Agrabah accompagnato da un grande corteo, ma la principessa non si fa impressionare.
Dopo una festa indetta dal Sultano per festeggiare il suo arrivo, Aladdin porta Jasmine a fare un giro sul tappeto magico, mentre il Genio esce con la sua ancella, Dalia. Ma quando la principessa deduce la sua vera identità, il giovane riesce a convincerla che, quando quella volta si erano conosciuti, si era travestito da contadino solo per conoscere la città, che stava per raggiungere in forma ufficiale. Tuttavia, Jafar scopre la sua vera identità, lo cattura e lo minaccia per farsi rivelare dove aveva messo la lampada. Aladdin rifiuta e il Gran Visir lo scaraventa in mare dalla torre. Abu e il tappeto, che avevano visto la scena, arrivano con la lampada, che il giovane riesce a sfregare prima di perdere i sensi sott'acqua, e il Genio lo salva estorcendogli il secondo desiderio (necessario per regolamento). Aladdin, dopo aver parlato con Jasmine, rivela le trame malvagie di Jafar, che viene fatto arrestare dal Sultano. Il sovrano, grato per l'onestà di Aladdin, gli offre la mano della figlia. Il giovane, temendo di perdere Jasmine se la verità venisse a galla, a malincuore rompe la sua promessa e si rifiuta di liberare il Genio, sconvolgendolo.
Nel frattempo, Iago ruba le chiavi delle prigioni e libera Jafar, che riesce a sottrarre la lampada ad Aladdin per le strade di Agrabah (mentre torna al suo vecchio rifugio per riflettere) e diventa il nuovo padrone del Genio. A questo punto, usa i suoi primi due desideri per diventare Sultano e lo stregone più potente del mondo, esiliando così Aladdin e Abu in una landa ghiacciata ai confini della terra, e minaccia di uccidere Dalia e il Sultano a meno che Jasmine accetti di sposarlo. Tuttavia, il Genio manda il tappeto a recuperare Aladdin.
Mentre procede la cerimonia nuziale tra Jafar e Jasmine, quest'ultima, prima di dire "Sì. Lo voglio" al Visir, vede da lontano che Aladdin sta tornando a palazzo, così con l'inganno, riesce a rubare la lampada a Jafar e a scappare sul tappeto magico insieme ad Aladdin, ma il Visir non vuole arrendersi.
Dopo un breve inseguimento, Iago, diventato un mostruoso uccello gigante simile a un Roc grazie alla magia di Jafar, ruba ancora una volta la lampada, ma poi la perde quando sopraggiunge il Sultano. Ma Jafar, attraverso un nuovo sortilegio, sconfigge gli eroi, distruggendo il tappeto. Tuttavia, Aladdin, avendo capito che il punto debole del malvagio stregone è la sua smisurata sete di potere, lo schernisce, facendogli capire che, anche se adesso è il Sultano e lo stregone più potente del mondo, è comunque inferiore al Genio, l'essere più potente dell'Universo. A quel punto, accecato dalla cupidigia, Jafar usa il suo ultimo desiderio, chiedendo al Genio di diventare un essere ancor più potente di lui, ignaro che, non avendo specificato quale genere di essere vuole diventare, sarà incatenato per sempre alla sua lampada, trasformato a sua volta in Genio. Resosi conto troppo tardi del tranello, Jafar viene in questo modo sconfitto e viene risucchiato nella sua lampada, assieme a Iago.
Con Agrabah tornata alla normalità, il Genio spedisce la lampada di Jafar nella Caverna delle Meraviglie e ripara il tappeto. Egli consiglia ad Aladdin di usare il suo terzo desiderio per riconquistare il suo titolo reale così la legge gli permetterà di stare con Jasmine oppure per cancellare la parte della legge che obbliga una principessa a sposare un principe. Il giovane, invece, decide di mantenere la sua promessa e libera il Genio. Il Sultano dichiara che Jasmine sarà il prossimo sovrano e, per assecondare l'amore dei due giovani, le dice che potrebbe cambiare la legge per permetterle di sposare chi vuole. Il Genio parte per esplorare il mondo come un marinaio assieme a Dalia (con la quale avrà due figli), mentre Jasmine raggiunge Aladdin (che cercava di allontanarsi per non farsi più vedere) e i due si scambiano un bacio. Tempo dopo si sposano e incominciano la loro nuova vita insieme.

## Produzione

### Sviluppo e cast
Il 10 ottobre 2016 è stato annunciato che Guy Ritchie avrebbe diretto un film live action su Aladdin con John August per la sceneggiatura per Walt Disney Pictures e Dan Lin come produttore. Lo studio ha detto che il film sarebbe stato «un film ambizioso e non tradizionale» sulla storia di Aladdin che avrebbe mantenuto gran parte degli elementi musicali del film originale. Per quanto riguarda l'aspetto non tradizionale, lo studio ha pianificato che il film fosse raccontato in un formato non lineare.
Nel marzo 2017 è incominciata una chiamata di cast per i ruoli principali di Aladdin e della principessa Jasmine, con l'inizio della produzione principale nel Regno Unito nel luglio 2017 fino a gennaio 2018. Il 19 aprile 2017, è stato riportato che Gabriel Iglesias o Will Smith erano in trattativa per il ruolo del Genio, per il quale quest'ultimo è stato confermato a luglio. Nel maggio 2017 Jade Thirlwall delle Little Mix era in trattativa per la parte di Jasmine.
L'11 luglio 2017 è stato annunciato che la produzione principale di Aladdin era stata sospesa di un mese, fino ad agosto 2017, a causa delle difficoltà nel trovare l'attore giusto per interpretare il ruolo dei protagonisti. Oltre 2 000 attori e attrici hanno fatto un'audizione per i ruoli di Aladdin e Jasmine, ma trovare un protagonista maschile di discendenza mediorientale o indiana di vent'anni che poteva recitare e cantare si era dimostrato difficile. Naomi Scott e Tara Sutaria sono state le ultime due attrici in lista per il ruolo di Jasmine, ma nessuna delle due è stata scelta fino a quando non è stato fatto un test con chiunque fosse stato scelto come Aladdin. Inizialmente, lo studio era interessato a Dev Patel o Riz Ahmed per il ruolo principale di Aladdin, ma in seguito ha deciso di lanciare un nuovo arrivato. In quello che è diventato l'ultimo giro di test, gli attori Achraf Koutet, Mena Massoud e George Kosturos erano ancora in lista per il ruolo di Aladdin. Tuttavia, lo studio aveva incominciato a esaminare vecchi nastri di audizione per il ruolo, non essendo stato soddisfatto dall'ultimo round di test su schermo.
Alla D23 Expo 2017, il 15 luglio, è stato annunciato che Massoud è stato scelto per il ruolo di Aladdin e la Scott è stata scelta per interpretare il ruolo di Jasmine, ponendo fine a un casting aperto di quattro mesi. Il 17 luglio 2017 è stato annunciato che la Disney aveva ingaggiato Vanessa Taylor, una script doctor per perfezionare la sceneggiatura originale ad agosto, in particolare per fare un po' di "lavoro sui personaggi". Nel frattempo, Richie e lo studio si sono concentrati sul cast degli altri ruoli principali con le riprese programmate per incominciare ad agosto a Londra. Nell'agosto 2017 si è aggiunto Marwan Kenzari come interprete di Jafar e Nasim Pedrad in una nuova parte concepita per essere «una damigella amica di Jasmine» con la funzione di «spalla comica» e Numan Acar nel ruolo di Hakim. Nel mese seguente, Billy Magnussen si unì al cast nel ruolo del principe Anders, al fianco di Navid Negahban come sultano. La decisione di scegliere Magnussen come nuovo personaggio bianco originale nel film ha suscitato critiche, ritenuto «non necessario» e «offensivo», provocando accuse di "sbiancamento" al film e sottolineando l'ironia della ricerca mondiale di attori e attrici che interpretano i protagonisti in relazione alla controversia. Il trailer confermò che Frank Welker avrebbe ripreso il suo ruolo per la Caverna delle Meraviglie. Nel novembre del 2017, Robby Haynes è stato scelto come Razoul, mentre è stato annunciato che Welker riprenderà anche il ruolo di Abu, la scimmia.

### Riprese
Le riprese principali sono incominciate il 6 settembre 2017 presso i Longcross Studios nel Surrey, in Inghilterra, e completate il 24 gennaio 2018. Una parte del film è stata girata nel deserto di Wadi Rum, in Giordania. La Royal Film Commission ha fornito supporto alla produzione durante le riprese e ha contribuito a facilitare la logistica. Le riprese si sono svolte nell'agosto 2018. I set di produzione del film sono stati progettati dalla scenografa di Game of Thrones, Gemma Jackson.
La sequenza musicale Il principe Ali comprende 1 000 danzatori ed extra. Smith durante il film ha improvvisato spesso. Massoud ha rivelato che la scena in cui il principe Alì e il Genio incontrano la famiglia reale per la prima volta, è stata tutta improvvisata dal cast.

### Controversie
La decisione di assumere Scott, che ha il patrimonio Gujarati ugandese-indiano da parte di madre e l'inglese da suo padre, per interpretare la principessa Jasmine ha suscitato critiche e accuse di colorismo, poiché alcuni si aspettavano che il ruolo andasse ad attrice araba o mediorientale. Nel dicembre 2018 Julie Ann Crommett, vice presidente di Multicultural Engagement della Disney, ha dichiarato che la decisione di lanciare Scott come Jasmine riflette un mix o un'associazione di diverse culture in un'ampia regione che comprende per estensione il Medio Oriente, l'Asia meridionale e la Cina, che tutti compongono la Via della seta. La vera intenzione per Agrabah era che fosse il centro della Via della seta e aggiunse che la madre di Jasmine sarebbe originaria di una terra che non era Agrabah.

### Post produzione
Gli effetti visivi sono stati forniti da Industrial Light & Magic e supervisionati da Michael Mullholland, Daniele Bigi e David Seager con l'aiuto di Hybride Technologies, DNEG, Nzviage e Proof.

## Colonna sonora
La colonna sonora del film è stata composta da Alan Menken, già autore delle musiche del film d'animazione, con testi italiani adattati da Lorena Brancucci. La colonna sonora include canzoni dal film originale e una nuova canzone, Speechless (in italiano La mia voce), scritta da Menken e dal duo Pasek & Paul.
- Notti d'oriente - interpretata da Marco Manca e Roberto Fidecaro (La caverna delle meraviglie)
- La mia vera storia - interpretata da Manuel Meli con voci aggiuntive
- La mia voce - interpretata da Naomi Rivieccio
- Un amico come me - interpretata da Marco Manca
- Il Principe Alì - interpretata da Marco Manca con coro
- Il mondo è mio - interpretata da Manuel Meli e Naomi Rivieccio

## Promozione
Il 10 ottobre 2018 l'attore Will Smith condivide sui social il primo teaser poster del film, dove viene raffigurata la famosa lampada del genio. Il teaser trailer viene pubblicato l'11 ottobre 2018. Una clip ufficiale viene pubblicata l'11 febbraio 2019. Il trailer ufficiale viene pubblicato il 12 marzo 2019.

## Distribuzione
Il film è stato distribuito nelle sale cinematografiche italiane a partire dal 22 maggio 2019, mentre in quelle statunitensi dal 24 maggio, anche in 3D e IMAX.

### Edizione italiana
Il doppiaggio italiano fu eseguito dalla Pumais Due presso la SDI Media Italia e diretto da Fiamma Izzo, anche autrice dei dialoghi. Testi italiani delle canzoni e direzione musicale sono a cura di Ermavilo e Virginia Tatoli.
Tale edizione del film incluse la partecipazione di Gigi Proietti, che nel film animato del 1992 prestava la voce al Genio, in questo film live-action diede voce al Sultano.

## Accoglienza

### Incassi
Al 4 agosto 2019, il film ha incassato 356,5 milioni di dollari negli Stati Uniti e 695,2 milioni di dollari nel resto del mondo, per un totale di 1,051 miliardi di dollari a fronte di un budget di produzione di 183 milioni di dollari.

### Critica
Il film è stato accolto in maniera mista dalla critica. L'aggregatore di recensioni Rotten Tomatoes ha dato al film un 57% su 362 recensioni con un voto medio di 5,8 su 10. Metacritic, invece, ha dato al film un punteggio pari a 53 su 100, basato su 50 recensioni.

## Riconoscimenti
- 2019 - E! People's Choice Awards
  - Miglior film per famiglia
  - Candidatura alla star maschile in un film a Will Smith
- 2019 - Saturn Award
  - Migliori costumi a Michael Wilkinson
  - Candidatura al miglior film fantasy
  - Candidatura al miglior attore non protagonista a Will Smith
  - Candidatura alla miglior attrice non protagonista a Naomi Scott
  - Candidatura alla miglior regia a Guy Ritchie
  - Candidatura alla miglior scenografia a Gemma Jackson
  - Candidatura al miglior montaggio a James Herbert
  - Candidatura alla miglior colonna sonora a Alan Menken
  - Candidatura ai migliori effetti speciali
- 2019 - Teen Choice Awards
  - Miglior film sci-fi/fantasy
  - Miglior attore in un film fantasy a Will Smith
  - Miglior attrice in un film fantasy a Naomi Scott
  - Candidatura al miglior attore in un film fantasy a Mena Massoud
  - Candidatura al miglior cattivo a Marwan Kenzari
- 2020 - Critics' Choice Awards[42]
  - Candidatura alla miglior canzone a Speechless
- 2019 - Costume Designers Guild Awards
  - Candidatura ai migliori costumi in un film fantasy
- 2019 - Art Directors Guild Awards
  - Candidatura alle migliori scenografie in un film fantasy
- 2020 - Nickelodeon Kids' Choice Award
  - Candidatura al film preferito
  - Candidatura al migliore attore cinematografico Will Smith

## Citazioni e riferimenti
Il film rende omaggio a diversi cult della storia del cinema.  La scena in cui Aladdin si getta dal balcone sotto cui in realtà è pronto il tappeto magico rimanda a quella di Ritorno al futuro 2 in cui Marty McFly si getta dal grattacielo sotto cui c’è in realtà la DeLorean volante. Subito dopo Aladdin chiede a Jasmine "ti fidi di me?" esattamente come Jack a Rose in Titanic. Jafar invece chiama la lampada "il mio tesoro", celeberrima espressione de Il Signore degli Anelli.

## Sequel
Il 12 agosto 2019, il produttore Dan Lin ha annunciato lo sviluppo di Aladdin 2, un sequel che, successivamente, ha dichiarato che non prenderà spunto né da Il ritorno di Jafar (1994) e ne da Aladdin e il re dei ladri (1996). Il 15 dicembre 2023, Mena Massoud ha dichiarato di non avere aggiornamenti sul sequel. Ha anche detto che pensa che lo sciopero degli artisti di Hollywood possa aver bloccato il progetto, successivamente ha dichiarato "Per me, a un certo punto, la vita va avanti".